# Leena Luostarinen
Leena Estelle Luostarinen (Pori, 15 de mayo de 1949 – Helsinki, 28 de julio de 2013) fue una pintor finlandesa. Con una vida artística extensísima de más de cuarenta años, fue conocida por sus trabajos de gran colorido a la vez que misteriosos. Muchos de sus lienzos presentan felinos, ibis, flores y esfinges.
Luostarinen recibió numerosos premios y reconocmientos como el de la Orden del León de Finlandia en 1995.